# Michaił Pietruszewski
Michaił Fomicz Pietruszewski (ros. Михаил Фомич Петрушевский; ur. 8 listopada 1832, zm. 1893) – rosyjski generał, bohater X wojny rosyjsko-tureckiej w latach 1877–1878.

## Życiorys
Urodził się w rodzinie metrologa Fomy Iwanowicza Pietruszewskiego. Bracia: generał – Wasilij Fomicz Pietruszewski, Aleksander Fomicz Pietruszewski – biograf A. Suworowa oraz Fiodor Fomicz Pietruszewski – fizyk.
Wychowanek pierwszego korpusu kadetów, rozpoczął służbę jako oficer w 1850 roku w gwardii przybocznej pułku litewskiego. W 1860 roku ukończył przyspieszony kurs akademii wojennej i wrócił do swojego pułku, żeby wziąć udział w tłumieniu powstania styczniowego; podczas I bitwy pod miejscowością Nowa Wieś został ranny i za zasługi w boju odznaczony orderem św. Włodzimierza IV klasy z mieczami i kokardą.
W 1864 Pietruszewski został przeniesiony do sztabu generalnego i oddelegowany do służby w Orenburskim Okręgu Wojskowym, gdzie w 1866 roku został mianowany naczelnikiem sztabu tamtejszych wojsk. W 1867 roku w randze pułkownika został mianowany pomocnikiem naczelnika Turkiestańskiego Okręgu Wojskowego i w 1868 roku wziął udział w podbijaniu Buchary, uczestniczył w walkach pod Katta-Kurgan i pod miastem Zerabulak, za wybitne zasługi podczas szturmu na Samarkandę został 6 czerwca awansowany na generał-majora. W 1870 roku został mianowany pomocnikiem naczelnika 32 dywizji piechoty, w 1873 roku komendantem pierwszej brygady tejże dywizji, w tym samym roku został przeniesiony na stanowisko komendanta drugiej brygady 11 dywizji piechoty, a pod koniec tego samego roku został mianowany naczelnikiem sztabu Charkowskiego Okręgu Wojskowego.
Chcąc wziąć udział w wojnie z Turcją, Pietruszewski zrezygnował z tego stanowiska na rozkaz głównodowodzącego Armią Dunajską wielkiego księcia Mikołaja Mikołajewicza (starszego) i w styczniu 1877 roku został mianowany komendantem 2 brygady 14 dywizji piechoty, z którą wziął udział w przeprawie przez Dunaj w rejonie miejscowości Zimnica-Swisztów. Gdy generał Michaił Iwanowicz Dragomirow został ranny, Pietruszewskiego mianowano dowódcą 14 dywizji piechoty, z którą zaciekle bronił Szipki. Podczas ataku na Szipkę i zwycięskiej walki z wojskami Wessil-paszy przez korpus generała Radeckiego, 28 grudnia 1877 roku, Pietruszewski dowodził wojskami atakującymi Turków od frontu. Za zasługi bojowe w tej wojnie Michaił Fomicz został nagrodzony orderami św. Jerzego IV i III klasy, awansem na generał-lejtnanta, orderem św. Anny I klasy z mieczami i złotą koroną z brylantami. W 1879 roku został nagrodzony orderem św. Włodzimierza II klasy z mieczami.
14 dywizją piechoty dowodził do roku 1882, kiedy po śmierci gen. Michaiła Skobielewa, 12 czerwca 1882 roku, objął dowództwo nad jego 4 korpusem armeńskim. W 1891 roku został mianowany generałem piechoty i oddelegowany do dyspozycji ministra wojny.
Michaił Fomicz Pietruszewski zginął tragicznie w 1893 roku podczas pożaru parostatku „Alfons Zeweke” na Wołdze w pobliżu Rybińska.